# Agentes in rebus
Los agentes in rebus (singular: agens in rebus) fue un cuerpo de funcionarios que existió durante el Bajo Imperio romano y cuya función principal consistía en ser correos del gobierno imperial. Fue creado por Diocleciano para reemplazar a los anteriores frumentarii. La primera mención que se tiene de ellos es del año 319 y en el Imperio oriental existieron hasta el siglo VII.
El responsable del cuerpo era el magister officiorum. Se sabe que, para el año 430, dentro del Imperio oriental había 1248 miembros y se estima que en la mitad occidental el número debía ser similar. Existía una jerarquía dentro de ellos y la cifra de los 1248 miembros orientales se distribuía en orden descendente de categoría de la siguiente manera:
48 ducenarii
200 centenarii
250 biarchi
300 circitores
450 equites
Durante sus primeros años de servicio el trabajo consistía en llevar correos imperiales allá donde se les ordenase. Transcurrido este periodo, ampliaban su función a ser curiosi o inspectores. Comenzaban con el sistema de transporte imperial o cursus publicus donde controlaban que nadie lo usase sin autorización ni abusando de los límites que esta les concedía. Su siguiente cometido consistía en establecerse durante un año en alguna provincia para enviar informes sobre su estado y la actuación de los funcionarios al gobierno imperial o vigilar los puertos para controlar el comercio marítimo. Después de esta fase itinerante, pasaban a trabajar como personal administrativo en el gobierno central donde formaban un grupo de asistencia para los magistrii dirigido por el más antiguo de ellos —el adiutor— a quien se subordinaban delegados —subadiuvae— de entre los que se enviaban algunos para vigilar las factorías gubernamentales de armamento. El siguiente y último paso en su carrera era ser destinados a los gobiernos de las prefecturas o de las diócesis como princeps officii o jefes de su administración durante uno o dos años tras lo que finalizaban su carrera y se retiraban con honores.
Su remuneración inicial como correos imperiales era muy escasa y solo podían completarla con un donativo que les entregaban los notables de las ciudades cuando les anunciaban el nombramiento de nuevos cónsules. Durante su periodo como inspectores aquellos con menos escrúpulos cometían extorsiones o aceptaban sobornos para aumentar sus ingresos. Sin embargo, era en su función como jefes en la Administración cuando conseguían sus mayores emolumentos al cobrar una tasa por cada firma que estampaban.
Existía una gran competencia por ingresar en el cuerpo y la mayoría de candidatos procedían del orden curial quienes, tras veinte años de servicio, obtenían por ello la exención de las cargas económicas que suponía la pertenencia a esta clase social. Esto produjo abusos durante el siglo V ya que muchos ingresaban solo para obtener esta ventaja y una vez dentro del cuerpo se ausentaban para vivir en provincias desempeñando otros trabajos. Por este motivo, el cuerpo tuvo que ser purgado regularmente de este tipo de individuos. Una vez dentro, el ascenso se producía por antigüedad que se podía saltar para aquellos que habían desempeñado su trabajo de una manera muy destacada. Anualmente, el emperador tenía el derecho de conceder una promoción adicional a dos miembros de cada nivel.
Adquirieron la reputación de ser una especie de policía secreta debido a que, algunos de ellos, se dedicaron a denunciar conspiraciones, reales o ficticias, durante el gobierno de Constancio II. Esta mala fama parece exagerada ya que no hay constancia de que durante el resto de su periodo de existencia ejerciesen ninguna función de policía salvo la indicada inspección del cursus publicus.
Nunca fue un cuerpo de especial prestigio y ninguno de sus miembros llegó a alcanzar algún alto puesto dentro del gobierno imperial. Tras retirarse, fueron candidatos para ser elegidos como defensor civitatis o como gobernadores de alguna provincia.